# Coccidiphila kasypinkeri
Coccidiphila kasypinkeri is een vlinder uit de familie prachtmotten (Cosmopterigidae). De wetenschappelijke naam is voor het eerst geldig gepubliceerd in 1986 door Traugott-Olsen.
De soort komt voor in Europa.